# Park Narodowy Baritú
Park Narodowy Baritú (hiszp. Parque Nacional Baritú) – park narodowy w Argentynie, położony głównie w departamencie Santa Victoria jednak niewielkie jego części leżą także na terenach departamentów Iruya i Orán w prowincji Salta. Utworzony został na mocy ustawy 20656 z 1974. Park ma powierzchnię 72439 hektarów.
Park został utworzony w celu zachowania  południowo andyjskiego ekoregionu Yungas ciągnącego się do Boliwii do północno-wschodniej części Argentyny. Jest to wąski pas lasów tropikalnych położony wzdłuż wschodnich stoków Andów. Jest to unikalna strefa przejściowa pomiędzy suchymi wyżynami andyjskimi a nizinnymi lasami tropikalnymi. Charakteryzuje się deszczowym, wilgotny i ciepłym klimatem
W parku występuje ponad 1100 gatunków fauny i flory. Do najważniejszych należą: jaguar amerykański (Panthera onca), puma (Puma), ocelot argentyński (Leopardus geoffroyi), Andoniedźwiedź okularowy (Tremarctos ornatus), mazama ruda (Mazama americana), mrówkojad wielki (Myrmecophaga tridactyla), tapir amerykański (Tapirus terrestris), kapibara (Hydrochoerus), kapucynka czubata (Sapajus apella), szop krabożerny (Procyon cancrivorus), wydrak długoogonowy (Lontra longicaudis) czy leniwiec pstry (Bradypus variegatus).
Park został zakwalifikowany przez BirdLife International jako ostoja ptaków IBA.  Dla 3 gatunków przyznano kryterium A1 (gatunki globalnie zagrożone). Według czerwonej księga gatunków zagrożonych trzy z nich to gatunki narażone (VU), a pięć gatunkami mniejszej troski (LC).
| Gatunek                                     | Kategoria RL | status   | IBA Kryterium |
| ------------------------------------------- | ------------ | -------- | ------------- |
| Penelopa czerwonolica Penelope dabbenei     | LC           | rezydent | A2            |
| Puchatek modrogłowy Eriocnemis glaucopoides | LC           | rezydent | A2            |
| Kondor wielki Vultur gryphus                | VU           | rezydent | A1            |
| Amazonka żółtouda Amazona tucumana          | VU           | rezydent | A1, A2        |
| Kusaczka białogardła Grallaria albigula     | LC           | rezydent | A2            |
| Krytonosek boliwijski Scytalopus zimmeri    | LC           | rezydent | A2            |
| Pluszcz rdzawogardły Cinclus schulzii       | VU           | rezydent | A1, A2        |
| Elenia szara Elaenia strepera               | LC           | rezydent | A2            |